# Fallout: New Vegas
Fallout: New Vegas es un videojuego de rol de 2010 perteneciente a la saga Fallout, desarrollado por Obsidian Entertainment, y distribuido por Bethesda Softworks, considerado por muchos el mejor Fallout moderno, y uno de los mejores videojuegos de toda la franquicia.
En un comienzo se creía que Fallout: New Vegas sería una secuela o un complemento de su antecesor en la saga, Fallout 3. Se trata, no obstante, de un juego con una trama aislada de la historia de Fallout 3, aunque la misma está estrechamente relacionada con las tramas del Fallout original y Fallout 2, y posee algunos elementos en común con estos últimos. Los sucesos del juego tienen lugar unos 120 años después de los acontecimientos del Fallout original, 40 años después de los de Fallout 2 y cuatro años después de los de Fallout 3, y si bien Fallout: New Vegas ofrece una experiencia al jugador parecida con respecto a Fallout 3, ningún personaje en común aparece entre el mismo y Fallout 3.

## Argumento

### Contexto
Fallout: New Vegas tiene lugar durante el año 2281, cuatro años después de los sucesos de Fallout 3 y 204 años después de la "Gran Guerra" de 2077 (Tercera Guerra Mundial). El juego se desarrolla en la ciudad de New Vegas —una posapocalíptica Las Vegas— y en el Desierto de Mojave. A diferencia de la mayoría de ciudades presentadas a lo largo de la saga, Las Vegas y sus alrededores no recibieron un ataque nuclear directo; los edificios permanecen intactos y la mutación de sus habitantes es mínima.
La región está dividida en varias facciones. La República de Nueva California o NCR (por sus siglas en inglés), la Legión de César y las facciones de New Vegas están en guerra y buscan el dominio sobre la ciudad. Algunos puntos del mapa del juego importantes son: la Presa Hoover que suministra energía a la ciudad, el Campamento McCarran (antiguo aeropuerto y principal fortaleza de la NCR), "El Fuerte", campamento central de la Legión, el búnker de Hidden Valley (única ubicación de la Hermandad del Acero) y la planta de energía solar Helios One (una instalación perteneciente a la empresa de producción de energía Poseidón Energy cuya primera aparición data de los primeros Fallout).

### Historia

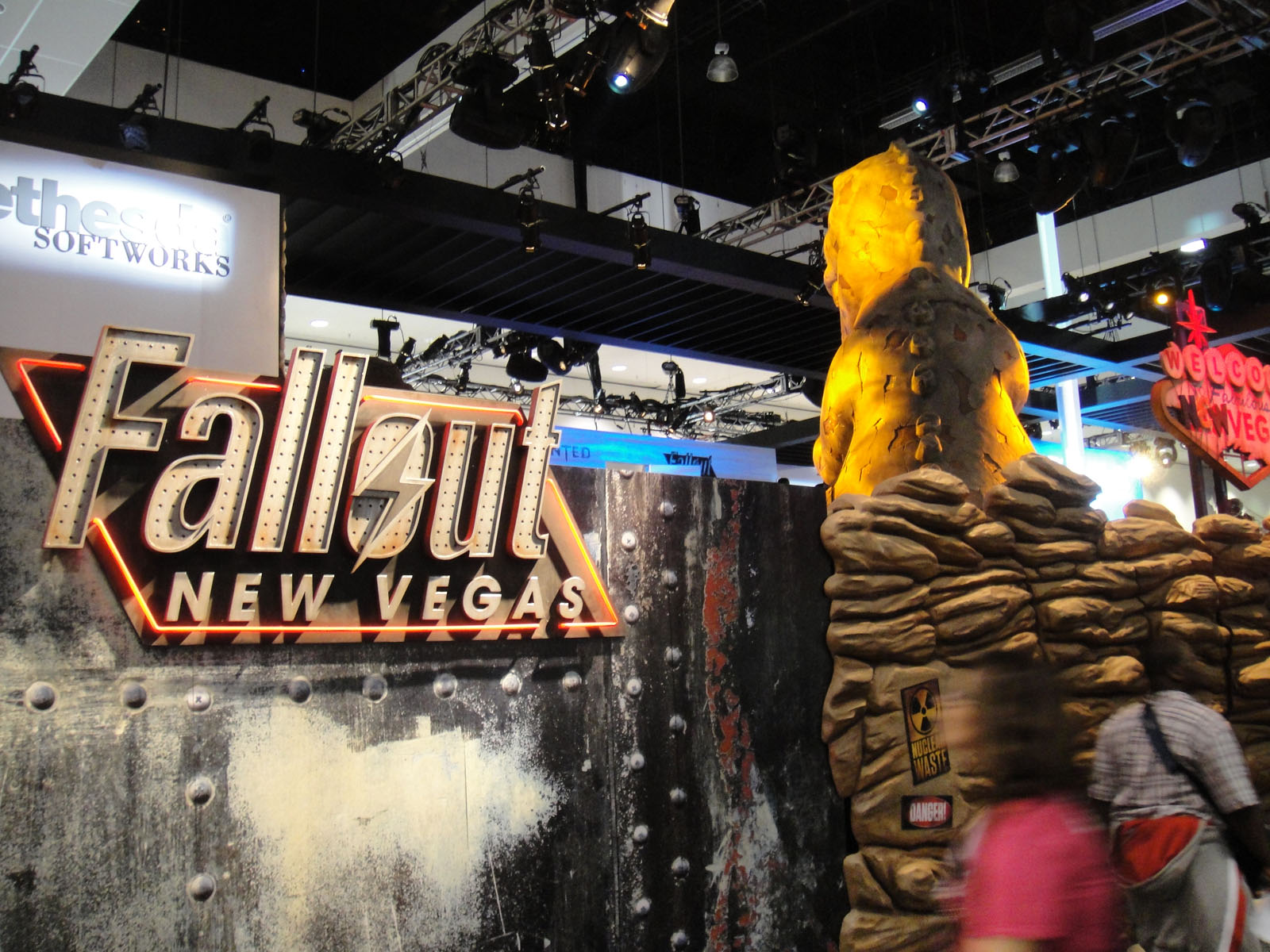
Promoción de Fallout: New Vegas en E3 2010

El juego mete al jugador en la piel de un mensajero, perteneciente a la empresa Mojave Express. Su misión: transportar un paquete al enigmático Sr. House, líder de New Vegas. Durante su viaje, es asaltado por un grupo de mercenarios liderados por un misterioso personaje, el cual, le roba el contenido del paquete: un chip de platino con forma de ficha de póker. Tiroteado mortalmente y enterrado el mensajero es rescatado milagrosamente por un robot llamado Víctor, que lo traslada hasta la casa del Dr. Mitchell, en Goodsprings, donde este logra curarle sus graves heridas. Una vez recuperado, el mismo doctor le entrega su viejo Pip-Boy 3000 y un antiguo mono de trabajo del refugio 21 para que pueda iniciar la persecución de los que casi acabaron con su vida.
A lo largo de la aventura, el jugador, descubrirá que Robert House, magnate de antes de la guerra, logró proteger a Las Vegas de 77 cabezas nucleares durante la "Gran Guerra", y por ello considera a Nueva Vegas como "su" ciudad, dirigiendo su imperio desde el misterioso casino Lucky 38, donde ningún humano ha entrado desde 2077. El Mensajero también descubriría las tensiones entre diversas facciones del Yermo, incluyendo a la República de Nueva California, la Hermandad del Acero, los Seguidores del Apocalipsis (Una facción neutral, que busca ofrecer auxilio a los más necesitados) y la Legión del César entre otras.

### Contenido descargable
- Dead Money: En Dead Money, el jugador sigue una extraña transmisión de radio que promociona la gran apertura del casino Sierra Madre. Sin embargo, es secuestrado por un misterioso hombre llamado Elijah, que le informa que el Sierra Madre jamás abrió sus puertas (Por la Gran Guerra), y que el jugador junto a otros tres compañeros deberán trabajar para que Elijah consiga la tecnología que esconde el casino, mientras el jugador lucha contra la Gente Fantasma, personas atrapadas en trajes de protección biológicos por la Nube, una misteriosa sustancia tóxica presente en el área. El DLC aumenta el límite de nivel hasta 35 y añade nuevas armaduras, armas y extras. A diferencia del resto de DLC, el jugador no puede volver al casino tras completar la línea argumental del mismo. Fue lanzado entre diciembre de 2010 y febrero de 2011.
- Honest Hearts: En Honest Hearts, el jugador capta una transmisión de radio promocionando una expedición comercial a Utah. Durante el trayecto, en el antiguo parque nacional de Zión, la caravana es emboscada por tribales, con el jugador como el único superviviente. Tras recibir ayuda de los Caballos Muertos, una tribu local, el jugador deberá ayudar a su líder, Joshua Graham, a decidir el futuro tanto de Zión como de sus tribus. El DLC aumenta el límite de nivel hasta 40 (Con Dead Money instalado), y añade nuevas armaduras, armas y extras. A diferencia de Dead Money, el jugador podrá volver a Zión tras completar la línea argumental del DLC. Fue lanzado en mayo de 2011 (en junio para PS3).
- Old World Blues: En Old World Blues, el jugador es transportado al Centro de Investigación Big MT, dónde descubre cómo algunas criaturas del Yermo se crearon, mientras participa (como rata de laboratorio) en un experimento que sale terriblemente mal. El jugador deberá explorar Big MT en busca de tecnología de pre-guerra para poner las cartas en contra de sus captores, o para apoyarlos en su lucha contra una amenaza mayor. El DLC aumenta el límite de nivel hasta 45 (Con los anteriores DLC instalados), y añade nuevas armaduras, armas y extras. Al igual que Honest Hearts, es posible volver a Big MT una vez terminada la línea argumental del DLC. Fue lanzado en julio de 2011.
- Lonesome Road: En Lonesome Road, el jugador es contactado por un misterioso hombre llamado Ulysses (Mencionado en New Vegas y en todos los DLC), que le ofrece respuestas a varios interrogantes surgidas durante la historia, a cambio de un último trabajo: uno que lo llevará a La Divisoria, una misteriosa zona azotada por terremotos y tormentas. De acuerdo a la información obtenida de otros DLC, es aquí donde los dos mensajeros se encontrarán, "cada uno llevando un mensaje para el otro". Fue lanzado en todas las consolas el 20 de septiembre de 2011.

## Sistema de juego
A pesar de que Obsidian fue parte del desarrollo de Fallout y Fallout 2 se decidió usar los sistemas juego ideados por Bethesda en Fallout 3 de los que difieren de las primeras entregas. Así, el jugador volverá a encontrarse con el Sistema de Apuntado Asistido de Vault-Tec o V.A.T.S. a la hora de combatir. El menú principal se vuelve a gestionar a través de un Pip-Boy 3000 permitiendo el acceso al menú principal del juego donde el jugador podrá comprobar su estado, inventario, mapas, notas, o misiones. 
Así mismo en la hora de personalizar el personaje se sigue optando por el sistema S.P.E.C.I.A.L. Además, cada dos nuevos niveles, es posible elegir una nueva habilidad que mejore las características del personaje.

## Novedades

### Facciones
Una de las principales características del juego es la existencia de facciones. Durante el juego las acciones del jugador determinarán la actitud por parte de las diferentes facciones hacia el propio jugador; ello se expresa en forma de reputación, una magnitud similar al karma, pero —a diferencia de esta— determinada para cada facción (y también para algunos lugares). Por ello, en esta entrega el karma pierde importancia.

### ModoHardcore
En los primeros instantes del juego es posible elegir un modo llamado hardcore (del inglés, duro, difícil) que otorga mayor realismo el juego. Surgen así, tres nuevos indicadores: hidratación, hambre y sueño. De esta forma el jugador deberá beber, comer y dormir regularmente si no quiere sufrir los efectos negativos de la falta de agua, comida y descanso. Además, los estimulantes consumidos dejan de tener un efecto inmediato, actuando de forma gradual. Tampoco sirven en caso de amputación de algún miembro, siendo necesario en estos casos recurrir a un médico, a no ser que se cuente con el objeto "bolsa de médico". Por último, las municiones dejan de ser elementos sin peso.

### Monedas
Otra novedad es la diversidad de monedas: chapas, dinero de la Legión y dinero de la NCR. Todas pueden ser usadas y convertirlas unas por otras en los diferentes casinos. 

### Juegos de casino
Otra gran novedad es la inclusión de juegos de azar en los casinos: blackjack, tragaperras y ruleta. A ello hay que sumarle el "caravan", juego de cartas inventado por los creadores del juego y que se puede jugar fuera de los casinos con algunos personajes.

### Umbral de daño
Este valor indica la resistencia de las armaduras o corazas a los 
ataques que 
recibe. 
De esta forma un ataque de 30 puntos frente a una armadura con UD de 20 solo generará un daño de 10 puntos. Este elemento que estaba presente en todas las entregas de la saga desapareció en Fallout 3. El umbral de daño se une con la estadística resistencia para determinar hasta que punto se reduce el daño causado. Un pequeño escudo rojo, junto a la barra de vida del enemigo, indica que su elevado UD solamente permite al jugador causarle un daño leve. 

### Municiones
Junto a la gran variedad de municiones de diferentes calibres existentes, se pueden usar:
- Munición perforadora: Sirve para dañar enemigos con armaduras resistentes o con un umbral de daño elevado.
- Munición de punta hueca: Eficaz frente a enemigos que no posean armaduras.
- Munición incendiaria: Se incendian al alcanzar el enemigo lo que permite causar un daño prolongado.

Con los materiales y el nivel de Reparación o Ciencia necesarios, el jugador puede crear su propia munición en bancos de recarga, o recargar su munición de energía en bancos de trabajo. En el caso de la munición común, no se puede crear munición especial como perforadora o de punta hueca:
- La munición convencional (Reparación y bancos de recarga) puede ser improvisada o regular. La diferencia es que la improvisada se fabrica en grandes cantidades, pero aumenta el ritmo de degradación del arma, y es menos poderosa.
- La munición energética (Ciencia y bancos de trabajo) puede ser improvisada, regular o mejorada. Las mejoradas pueden ser sobrecargadas o con carga máxima. Ambas son más poderosas, pero se fabrican en menor cantidad y aumentan también el ritmo de degradación del arma.
- La munición para el lanzallamas es especial. Los contenedores vacíos pueden recargarse (Ciencia y bancos de trabajo) con combustible regular, o con combustible casero. Los pros y contras son obvios.

### Otros cambios

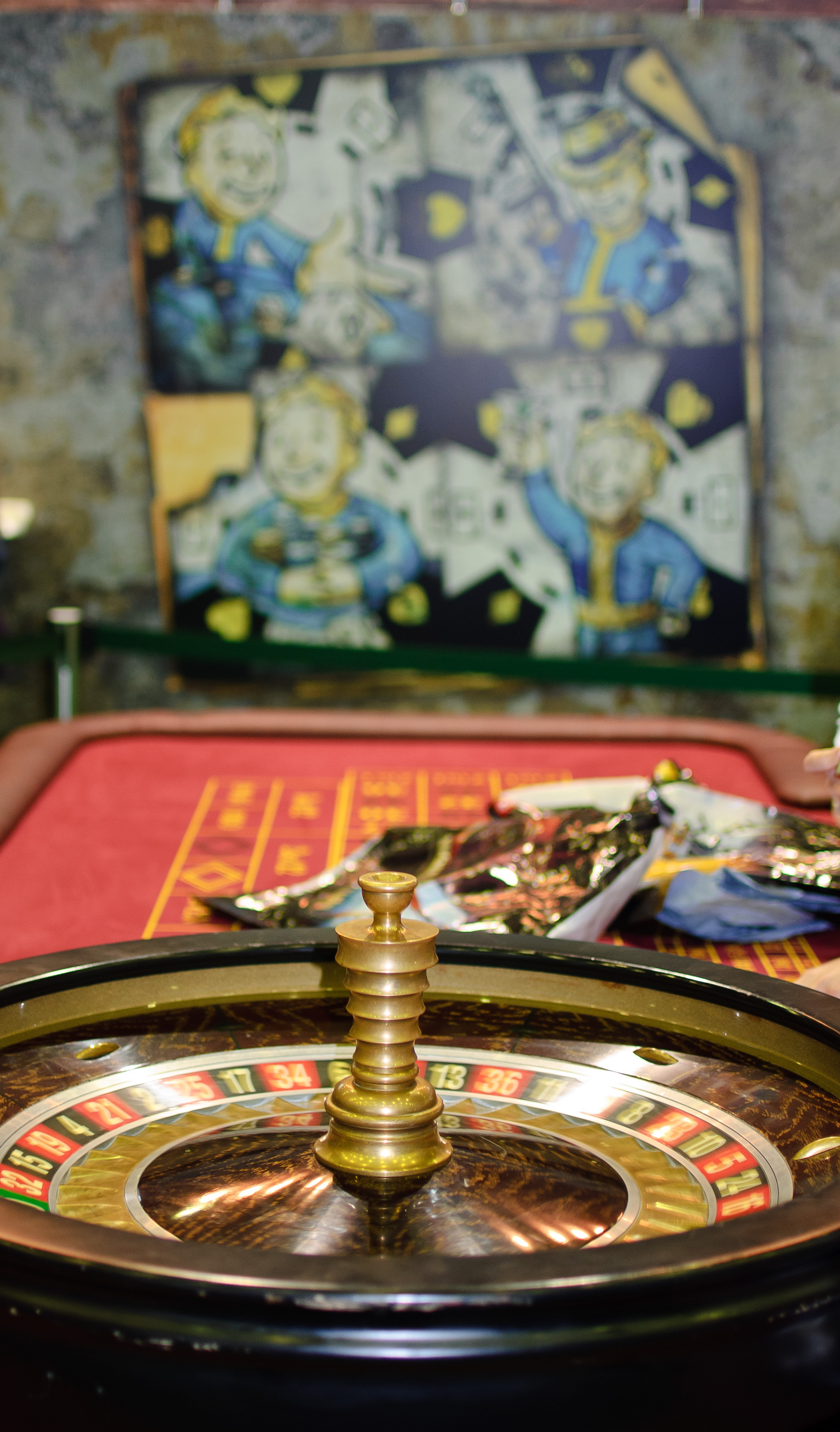
Promoción en Igromir 2010.

Además de estos cambios principales, en Fallout New Vegas:
- Hay 50 niveles (5 más con cada una de las extensiones; con las 5 expansiones instaladas el nivel máximo alcanzable es de 50), aunque solo es posible elegir un extra cada 2 niveles.
- Existen bancos de recarga, bancos de trabajo y hogueras donde crear, municiones, alimento, etc.
- Los acompañantes dan extras y también comida. El menú que los maneja se ha ampliado con respecto a Fallout 3, otorgando muchas más posibilidades al jugador.
- Cada acompañante posee una búsqueda única, que se inicia una vez que se han logrado suficientes encuentros especiales (Visitar una localización, elegir cierta opción de diálogo con cierto personaje, etc.), y que nos darán algo de historia personal para cada personaje. Al final, y dependiendo de cómo se resuelva la búsqueda, el acompañante recibirá un extra único, y la resolución (Junto a cómo se resuelve la historia) el final no afectara a los acompañantes.
- Junto a las misiones el juego se incluyen desafíos (en Fallout 3 solamente estaban disponibles para las versiones de PC).
- Ninguna expansión amplia la historia de la campaña principal, pero dichos DLCs hacen referencias.